# Рыжова, Нина Николаевна
Ни́на Никола́евна Рыжо́ва (род. 13 июля 1954, Подольск) — электросварщица, советский государственный и политический деятель, депутат Верховного Совета СССР, член Президиума Верховного Совета СССР.

## Биография
Родилась в Подольске в рабочей семье.
Окончила ГПТУ-27 Подольского машиностроительного завода (сварщица) и Московский машиностроительный техникум.
С 1972 года — электросварщица цеха № 7 Подольского машиностроительного завода имени Серго Орджоникидзе (это имя завод носил до 1992 года) Московской области.
Член КПСС в 1987—1991 годах (кандидат в члены партии в 1986—1987 годах). Депутат Верховного Совета СССР 11 созыва, 11 апреля 1984 года избрана в Президиум Верховного Совета СССР (до 25 мая 1989 года). Избиралась депутатом Подольского городского Совета народных депутатов.